# Ronald Webster
James Ronald Webster (2 de marzo de 1926-9 de diciembre de 2016) es un político de Anguila. Sirvió como Ministro Jefe de la isla entre el 10 de febrero de 1976 y el 1 de febrero de 1977 y de nuevo a partir de mayo de 1980 hasta el 12 de marzo de 1984.
El día de su cumpleaños, 2 de marzo, es celebrado como festividad local desde 2010.

## República de Anguila
Antes de actuar como Ministro Jefe, Webster fue designado "presidente" de la República de Anguila cuando la isla intentó declarar su independencia de la colonia San Cristóbal-Nieves-Anguila del Reino Unido en 1967, aunque esto no fue reconocido por el Reino Unido ni por la comunidad internacional.
El primer ministro británico envió al político William Whitlock en marzo de 1969 para establecer un acuerdo provisional. Fue expulsado pocas horas después de su llegada. Ocho días más tarde llegaron 315 paracaidistas británicos y dos fragatas para «restaurar el orden». Tony Lee fue instalado como Comisionado para la administración local.